# 2018年石川県知事選挙
2018年石川県知事選挙（2018ねんいしかわけんちじせんきょ）は、2018年（平成30年）3月11日に行われた石川県知事（第19期）の選挙である。

## 概要
現職の谷本正憲の任期満了に伴う。現職最多の7選を目指す谷本と、多選阻止を訴える日本共産党や地域政党「立憲民主石川」が中心となって結成した「石川県に新しい知事を誕生させる会」が擁立した小倉恵美が立候補し、一騎打ちの選挙戦となった。18歳選挙権が初めて適用される石川県知事選であり、投票率が前回の44、98％を上回るかも注目されていた。

## 選挙データ

### 告示日
- 2018年（平成30年）2月22日

### 投票日
- 2018年（平成30年）3月11日
  - 投票時間帯（離島を除く）：7:00 - 20:00（一部投票所では閉鎖時刻の繰り上げがある）[1]
  - 期日前投票：2018年（平成30年）2月23日 - 3月10日[2]

### 同日選挙
- 石川県議会議員補欠選挙（3月2日 告示）
  - 金沢市選挙区（宇野邦夫の辞職による[注釈 2]）自民候補が他の非自民候補を抑え、初当選。
  - 能美市選挙区（井出敏朗の辞職による[注釈 3]）無投票で自民候補が初当選。
  - 七尾市選挙区（西田昭二の辞職による[注釈 4]）前七尾市議の無所属候補が自民県議の娘（無所属候補）を抑え、初当選。
- 輪島市長選挙（3月2日 告示、任期満了に伴う）現職が元市職員を67票差で抑え、4選。

## 立候補者
| 立候補者                       | 年齢 | 新旧 | 党派   | 党派                                                      | 肩書き             |
| 立候補者                       | 年齢 | 新旧 | 公認   | 推薦・支持                                                | 肩書き             |
| ------------------------------ | ---- | ---- | ------ | --------------------------------------------------------- | ------------------ |
| 小倉恵美 （こくら えみ）       | 65   | 新   | 無所属 | 日本共産党県委員会、地域政党「立憲民主石川」 推薦         | 元石川県労連議長   |
| 谷本正憲 （たにもと まさのり） | 72   | 現   | 無所属 | 自由民主党県連、公明党県本部、民進党県連、社会民主党 推薦 | 石川県知事（現職） |

### 立候補者のプロフィールおよび立候補に至る経緯
- 小倉恵美 - 元石川県労働組合総連合議長
  - 1972年金沢大学付属衛生検査技師学校卒業。県済生会金沢病院臨床検査技師、県労連議長などを経て2015年から県母親大会連絡会事務局長、原発を考える石川女性の会代表委員、いしかわ労働相談センター長を務める。
- 谷本正憲 - 石川県知事
  - 1968年京都大学法学部卒業。旧自治省に入省し、宮崎市助役、茨城県総務部長、自治省交付税課長を経て1991年から石川県副知事に就任。その後、当時知事だった中西陽一の急逝に伴い1994年の知事選挙に立候補し初当選を果たして以降6選。全国知事会副会長、県社会福祉協議会会長、県体育協会会長も務める。2017年9月に県議会9月定例会にて7選に向けて出馬を表明。

### 立候補者のおもな公約
- 小倉恵美
  - 知事の多選に反対。多選の弊害を批判し、新知事誕生の必要性を主張。
  - 志賀原発の廃炉
  - 全国で唯一知事定例会見が行われていないことを批判し積極的な情報公開を主張
  - 税の使い道を変え、土木費の削減と社会保障費が充実した予算づくりを主張
- 谷本正憲
  - 北陸新幹線金沢開業などといった6期24年の実績をアピール
  - 北陸新幹線の早期全線開業
  - 東京オリンピック・パラリンピックに向けた海外誘客
  - 金沢港の機能強化

### 立候補者のウェブサイト
- 小倉恵美：石川県に新しい知事を誕生させる会
- 谷本正憲：谷本まさのり｜谷本正憲石川県連合後援会

### 立候補が取り沙汰された人物
- 山田修路 - 自民党参議院議員（当選1回、石川県選挙区）
  - 自民党石川県連所属の若手議員を中心に反谷本候補として出馬要請がかかったが、自民党石川県連が谷本の推薦を決定したため立候補はしなかった。

## 主な争点

### 政局
- 6期24年にわたる谷本県政への評価と多選の是非

小倉は、谷本の多選の弊害を全面的に批判している。

### 政策
- 北陸電力による志賀原発再稼働問題

谷本は志賀原発再稼働について原子力規制委員会の議論を見守るとしているが、小倉は完全的な原発NOを訴えている。
- 北陸新幹線金沢駅開業に伴う石川県内の地域・観光振興策
- 日本海における北朝鮮による違法操業、ミサイル発射、拉致問題など

## 選挙活動

### 党派の動き
これまでの知事選挙で谷本を推薦・支持し続けてきた公明党・民進党・社民党の与野党3党の県連が今回も谷本の推薦・支持を決めた。
しかし、上記3党と同様にこれまで谷本を推薦・支持し続けてきた自民党県連内では、7期目を目指し出馬を表明した谷本の推薦を求める関係者がいる一方で、谷本への多選批判の声が根強く独自候補擁立を求める声も多くあった。そんな中、反谷本派の県議や市議が参議院議員で石川県選挙区選出の山田修路へ知事選挙に出馬を要請した。1991年の知事選挙以来となる現職派と独自候補擁立派による同党分裂選挙の可能性も出始めたが、県連代表の馳浩が分裂選挙はしないとし、同党県連は前回に続き谷本の推薦を決めたため白紙となった。結果、同党分裂選挙は回避され、最終的には現職に与野党4党が相乗りする形となった。これに加え、連合石川も谷本を推薦した。
共産党、地域政党「立憲民主石川」は、谷本の多選を批判し、革新系団体とともに「石川県に新しい知事を誕生させる会」を発足し、谷本の対抗馬として小倉恵美を擁立した。「立憲民主石川」は立憲民主党の地方組織となることを目指して設立された団体であるが、同党幹事長の福山哲郎は2018年1月19日に党の正式な組織としては認めない考えを示した。

## 選挙のタイムライン
- 2017年（平成29年）
  - 6月12日：自民党石川県連協議会が初会合。馳浩石川県連代表は分裂選挙を避ける方針を示す。
  - 7月16日：自民党地域支部の意見聴取で県選出の参議院議員山田修路の名前が浮上。
  - 8月11日：自民党石川県連の検討協議会で県議30人のアンケート結果を公表。現職支持16人、新人擁立18人、その他4人。金沢支部（県市議25人）もアンケート結果公表。現職支持3人、新人擁立18人、その他4人。
  - 8月15日：自民党金沢支部の県市議10人が山田に出馬要請。
  - 8月18日：自民党石川県連が検討協議会。分裂選挙を行わないことを再確認。
  - 8月19日：小松市と加賀市の一部自民党市議が山田に出馬要請。
  - 8月28日：自民党石川県連が検討協議会などを行う。
  - 8月31日：自民党津幡町支部が会合を開き、谷本が7選出馬なら支持との方針を決定。
  - 9月2日：自民党金沢支部県市議員会で山田に出馬の意思の確認をすることを決定。
  - 9月3日：馳と山田が面会。
  - 9月4日：谷本が石川県補正予算案発表の会見で12日の代表質問で態度表明を行うとの考えを示す。
  - 9月5日：小松市と加賀市の一部自民党市議が山田に再度出馬要請。輪島市議会最大会派・自民「拓政会」の11人と一人会派3人が谷本の出馬を支持。谷本が出馬表明次第、推薦状を渡すことを決定。
  - 9月6日：小松市・加賀市・金沢市の一部の自民党市議が会合を開き山田の出馬への連携を確認。能登町議会の9人が谷本の支持を表明。出馬表明後に推薦状を手渡すことで決定。
  - 9月7日：自民党金沢支部の役員らが山田に意思確認。山田「出馬要請に応え実現できるように努力・調整する」
  - 9月9日：馳と山田が都内で懇談。自民党金沢支部がホテル日航金沢で会合。
  - 9月10日：馳が党金沢支部役員会で9月中の候補の決定が困難と表明。支部の山田推薦は正式な出馬表明がないとして見送り。
  - 9月11日：自民党かほく支部所属の市議11人が谷本の支援を確認。出馬表明後、正式に推薦決定へ。珠洲市議の保守系市議10人が谷本7選出馬を支持。出馬表明後に推薦状を手渡す方向で調整へ。
  - 9月12日：石川県議会9月定例会の代表質問において谷本が7選出馬を表明。「石川県をさらなる高みに押し上げるため、安心と躍動が進化するふるさと石川づくりにあらん限りの力を振り絞りたい」と述べた。本会議後、谷本は自民党石川県連へ推薦願を提出。県議会第二会派未来石川は谷本の支持を確認。自民党内灘支部が現職の谷本の推薦を決定。穴水町議会は全10人の町議全員が谷本の支持を申し合わせる。自民党石川県連検討委員会の第三者による県政検証をせず意向聴取は、本人が希望したときのみ行うことに決定。
  - 9月13日：谷本が県議会第二会派未来石川、民進党石川県連、社民党石川県連合、公明党県本部の各党に推薦要請。 谷本が七尾市議の今田勇雄市議、県町長会、能登町議から推薦を受ける。
  - 9月14日：谷本が金沢市議会会派金沢保守の5人、県保育推進連盟の日吉会長ら5人から推薦を受ける。津幡町議のうち自民党津幡町支部の10人が谷本の推薦を決定。
  - 9月15日：谷本が連合石川に推薦要請。谷本に志賀町議16人中13人と能登町議14人中10人から連名で、県町会区長会連合会、金沢市町会連合会有志、鞍月校下町会連合会（金沢市）、森本地区町会長全員協議会、YOSAKOIソーラン日本海組織委員会、絆会、白山市旭丘工業団地協同組合、同団地第2協同組合、中能登町議会有志、志賀町議会有志から推薦を受ける。自民党石川県連金沢市校下部会連合会が知事選に向けて全48校下部会を対象にアンケートを開始。
  - 9月17日：自民党金沢支部で政経セミナー。「総選挙を見据え優先事項が知事選から衆院選に移り知事選は一時休戦モードへ」北國新聞が報じる。
  - 9月19日：谷本が津幡町議会有志、県金属プレス工業会、県プラスチック成型加工工業協同組合、輪島市議会有志、県板金工業組合からかみ会、金沢建設防災協会、菊地誠22世紀医美支援事業団、金沢西病院、寄観亭グループ、アサヒ、サンウェルズ、畠経営グループ、米沢賢司連合後援会、かほく市議会有志から推薦を受ける。自民党石川県連が幹部による検討協議会を22日に開くことに決定。
  - 9月20日：谷本が野々市市議有志8人から推薦を受ける。
  - 9月21日：連合石川が拡大執行委員会。西田会長は「知事選対応を急ぐ必要もあるが、まずは衆院選に集中しなくてはいけないとコメント。谷本が県建築士事務所協会、金沢市遺族連合会、金沢市川北地区町会連合会、御所町会（金沢市）、米沢賢司御所町後援会、米沢賢司小坂校下後援会、米沢賢司馬場校下後援会（いずれも金沢市）、ダイヤグループ、米沢賢司を励ます県職OB会、整形外科米沢病院、夕日寺校下町会連合会（金沢市）、藤井脳神経外科病院、内灘町議会議員有志、新竪町校下町会連合会（金沢市）、医王山地区町会連合会（金沢市）、金沢市建設業協会、金沢市建設業協同組合、県視覚障害者協会、金沢水曜会、県グランドゴルフ協会から推薦を受ける。
  - 9月22日：自民党石川県連が検討協議会。谷本の推薦か、新人擁立かを10月中におこなわれる次回会合で決定することで一致。山田は県連方針に従う考えを示す。谷本が県建築組合連合会、羽咋市議会会派「羽咋市民の会」から推薦を受ける。
  - 9月23日：自民党金沢支部で衆院選の馳の選対準備会議。知事選は一時休戦モードへ。
  - 9月25日：安倍晋三内閣総理大臣が28日に衆議院を解散すると発表。谷本が穴水町議会、穴水区長町内会長協議会、穴水町連合婦人会、穴水町老人クラブ連合会、穴水町観光物産協会、穴水町健康クラブ、県武術太極拳連盟、金原博後援会一日会、白山手取川漁業協同組合、北陸建設業協会、能美市寺井地区町会長会、県生コンクリート工業組合、県生コンクリート協同組合連合会から推薦を受ける。
  - 9月26日：谷本が大徳地区グラウンドゴルフ協議会、県視覚障害者協会、珠洲市議会有志、国道304号東原・古屋谷間改修促進協議会から推薦を受ける。
  - 9月27日：谷本が白山市鶴来地区災害対策協議会、県柔道接骨師連盟、県町村長OB会、七尾市管工事協同組合、県森林組合連合会、金沢市大徳地区谷本正憲後援会から推薦を受ける。
  - 9月28日：衆議院解散、県議会9月定例会閉会。谷本がトラック事業政治連盟から推薦を受ける。県商工政治連盟が臨時総会で谷本の推薦を決定。
  - 10月3日：県議会第二会派未来石川が6日に議員総会を開き、対応を協議することに決定。自民党寺井支部も谷本の推薦を決定。
  - 10月4日：谷本が白山市連合壮年会、白山市連合壮年会役員OB会から推薦を受ける。
  - 10月5日：10月5日付の北國新聞が「自民党石川県連が谷本を推薦する方向に」と報じる。谷本が県繊維協会、県骨材協同組合連合会、自民党寺井支部から推薦を受ける。
  - 10月6日：自民党石川県連が声明を出したうえで谷本の推薦を決定。県議会第二会派未来石川も推薦を決め当日中に推薦状を手渡す。谷本が金沢市浅野川校下町会連合会、大浦校下後援会（金沢市）、県石材組合連合会、県木材産業振興会、金沢港木材団地協同組合、能登丼事業協同組合、県商工政治連盟から推薦を受ける。
  - 10月10日：衆院選告示。谷本が石川3区自民党新人候補西田昭二の必勝祈願式と出陣式に参加。翌日の北國新聞は「知事選を狙い自民への配慮か」と報じる。衆院選県内全3選挙区で自民VS希望の戦いに共産が絡む構図に。
  - 10月11日：立憲民主党石川県支部準備会が発足。知事の多選には反対とした。谷本は衆院選石川1区・2区の自民・希望両党の候補を陣中見舞い。自民候補には20分弱滞在したのに対し、希望候補には6分程度だった。
  - 10月21日：北國新聞が、20日に山田が党関係者に知事選に立候補しない考えを伝えたと報道。
  - 10月22日：衆院選投開票日。石川県全3選挙区はすべて自民党候補が制す。谷本は1区の馳事務所で万歳三唱。その後3区の西田事務所へ駆けつける。
  - 10月23日：自民党石川県連が役員会と議員協議会で谷本の推薦を了承。山田の不出馬が確定。
  - 10月24日：公明党県本部が幹事会を開き、谷本推薦の方針を決定。谷本が石川県土木会、県宅建政治連盟、書道顔真流から推薦を受ける。
  - 10月25日：谷本が県食品協会、県鉄工機電協会から推薦を受ける。
  - 10月26日：谷本が県職員労働組合、七尾市町会連合会、県左官業組合連合会、森林土木協会、森林整備協同組合から推薦を受ける。
  - 10月27日：谷本が県内全8町の町議会議長、内水面漁業協同組合から推薦を受ける。
  - 10月31日：自民党石川県連が総務会支部長幹事長合同会議で全会一致で谷本の推薦を決定。谷本が県物産協会、県医師連盟執行委員会、県農業法人協会、いしかわ農業振興協議会、県農業青年グループ連絡協議会から推薦を受ける。
  - 11月2日：谷本が県マレットゴルフ協会から推薦を受ける。
  - 11月6日：公明党県本部が谷本の推薦を近く申請すると発表。22日にも決定へ。谷本が県職員退職者会から推薦を受ける。
  - 11月8日：谷本が小松空港ビル協力会（小松市）、金沢市城北地区開発促進同盟会、能美市きずな会、長寿大学同窓会から推薦を受ける。
  - 11月10日：谷本が県少年サッカー連盟から推薦を受ける。
  - 11月11日：革新系団体「憲法を生かす新しい県政をつくる県民の会」が知事選で年内の候補擁立を目指す方針を確認。
  - 11月13日：谷本が県ニュービジネス創造化協会から推薦を受ける。
  - 11月14日：連合石川が執行役員会で谷本を推薦する方針を確認。
  - 11月15日：社民党県連合が常任幹事会で谷本を推薦する方針を決定。
  - 11月16日：谷本が県情報システム工業会、県老人保健施設協議会、県美容業生活衛生同業組合、穴水町根木校下福寿会、県歯科医師連盟から推薦を受ける。
  - 11月17日：谷本が一般社団法人県構造物解体協会から推薦を受ける。
  - 11月20日：谷本が連合石川と政策協定・推薦を受ける。このほか、県中小企業懇話会からも推薦を受ける。
  - 11月21日：民進党県連常任幹事会で谷本の推薦を決定。
  - 11月22日：公明党中央幹事会で県本部は谷本の推薦を決定。
  - 11月27日：谷本が県消防設備協会、県洋菓子協会から推薦を受ける。自民党県連が役員会で谷本との政策協定を県議会12月定例会中に結び、推薦状を合わせて手渡すことで一致。
  - 12月1日：自民県連が知事選選対本部を設置。谷本氏との政策協定を県議会12月定例会中に結ぶことが決定。谷本が県自動車販売店協会、粟崎校下町会連合会から推薦を受ける。
  - 12月4日：谷本がJAグループ石川、手取川七ヶ用水土地改良区、白山市御手洗地区協議会・同地区連合会、県旅行業協会、手取宮竹用水土地改良区、全国理容政治連盟、県理容政治連盟から推薦を受ける。
  - 12月5日：谷本がJBDFポールルームダンス連盟、県スポレク・ダンス協会、県舗装業協会から推薦を受ける。全国知事会会長で京都府の山田啓二知事が5選不出馬を表明
  - 12月6日：谷本が県薬剤師会、金沢市金石校下後援会から推薦を受ける。立憲民主党県支部準備会の粟森喬共同代表が北國新聞の取材に対して独自候補の擁立が困難との見解示す。共産党県委員会との連携模索へ
  - 12月7日：谷本が県ビルメンテナンス協同組合から推薦を受ける。
  - 12月8日：谷本が県漁業協同組合から推薦を受ける
  - 12月9日：社民党県連合が常任幹事会で谷本の推薦を決定。
  - 12月11日：谷本が白山野々市建設業協会、県市町農業委員会連絡協議会、安居知世県議連合後援会から推薦を受ける。
  - 12月12日：北國新聞が、2月22日告示、3月11日投開票が有力と報じる。谷本が金沢市医師連盟から推薦を受ける。
  - 12月13日：谷本が県町会区長連合会、県遺族連合会政治連盟から推薦を受ける。

## 選挙結果
各候補の得票率
投票率は39.07%で、前回の44.98%を下回り、過去最低となった。（前回比 -5.91%）。当日の有権者数は95万0907人で、投票総数は37万1529票となった。また、無効票は10582票で不受理と不足が各1票だった。

### 候補者別得票数
※当日有権者数：950,907人 最終投票率：39.07%（前回比： 5.91pts）
| 候補者名 | 年齢 | 所属党派 | 新旧別 | 得票数    | 得票率 | 推薦・支持                                             |
| -------- | ---- | -------- | ------ | --------- | ------ | ------------------------------------------------------ |
| 谷本正憲 | 72   | 無所属   | 現     | 288,531票 | 79.94% | 推薦：自民石川県連・公明石川県本部・民進石川県連・社民 |
| 小倉恵美 | 65   | 無所属   | 新     | 72,414票  | 20.06% | 推薦：共産県委員会、地域政党「立憲民主石川」           |

（出典）石川県選挙管理委員会、NHK
| 市町       | 谷本正憲 | 谷本正憲 | 小倉恵美 | 小倉恵美 |
| 市町       | 得票     | %        | 得票     | %        |
| ---------- | -------- | -------- | -------- | -------- |
| 合計       | 288,531  | 79.94%   | 72,414   | 20.06%   |
| 金沢市     | 82,038   | 74.35%   | 28,309   | 25.65%   |
| 七尾市     | 19,849   | 83.86%   | 3,819    | 16.14%   |
| 小松市     | 27,592   | 81.41%   | 6,302    | 18.59%   |
| 輪島市     | 13,215   | 80.24%   | 3,255    | 19.76%   |
| 珠洲市     | 7,142    | 86.42%   | 1,122    | 13.58%   |
| 加賀市     | 16,418   | 80.67%   | 3,935    | 19.33%   |
| 羽咋市     | 7,086    | 82.23%   | 1,531    | 17.77%   |
| かほく市   | 10,586   | 84.36%   | 1,962    | 15.64%   |
| 白山市     | 29,339   | 80.32%   | 7,189    | 19.68%   |
| 能美市     | 15,577   | 82.92%   | 3,209    | 17.08%   |
| 野々市市   | 9,555    | 78.58%   | 2,604    | 21.42%   |
| 川北町     | 3,220    | 88.90%   | 402      | 11.10%   |
| 津幡町     | 9,392    | 82.08%   | 2,051    | 17.92%   |
| 内灘町     | 6,194    | 78.72%   | 1,674    | 21.28%   |
| 志賀町     | 8,245    | 87.68%   | 1,159    | 12.32%   |
| 宝達志水町 | 4,591    | 84.18%   | 863      | 15.82%   |
| 中能登町   | 6,807    | 86.10%   | 1,099    | 13.90%   |
| 穴水町     | 4,003    | 86.61%   | 619      | 13.39%   |
| 能登町     | 7,682    | 85.43%   | 1,310    | 14.57%   |

## その他
2月23日、UUUM所属のYouTuberが選挙の示板に「指名手配」と書かれた自分の顔写真を貼り、「第三者が悪戯で貼った」とする自作自演の動画をYouTubeに投稿し、公職選挙法違反の疑いが指摘された。